# José Ángel Gómez Santana
José Ángel Gómez Santana (Lepe, España, 21 de abril de 1957-Lepe, 30 de octubre de 2005) fue un político español perteneciente al Partido Socialista Obrero Español. Fue Alcalde de Lepe durante dos mandatos y Diputado en el Parlamento de Andalucía durante una legislatura.

## Vida personal
José Ángel Gómez nació en el municipio de Lepe en la provincia de Huelva (España) el 21 de abril de 1957. 
El PSOE de Lepe le dedicó un homenaje póstumo el 27 de mayo de 2014, el que descubrió una placa en su memoria en la fachada de la sede local de dicho partido (Casa del Pueblo), que denominó "Casa del Pueblo José Ángel Gómez" en su honor. Al acto acudieron distintas personalidades del PSOE como Susana Díaz, Ignacio Caraballo, Mario Jiménez o Javier Barrero.

## Carrera política

### Alcaldía de Lepe
En las elecciones municipales de 1983 lideró la lista electoral del PSOE en Lepe, que obtuvo 6 concejales de 17, y fue proclamado alcalde con el apoyo de Alianza Popular. 
En las Elecciones municipales de España de 1987 se presentó a la reelección y obtuvo mayoría absoluta, con 14 concejales de 17. 
El 28 de enero de 1988 recibió en su condición de alcalde de la ciudad de Lepe el Premio Gato de Oro, otorgado por la Venta del Gato, en homenaje a los chistes de Lepe. Al acto acudieron conocidos humoristas como Manuel Summers, Fernando Esteso, Chumy Chúmez y Julio Cebrián. El 28 de mayo del mismo año inauguró la Semana del Humor, que contó con la asistencia de numerosos humoristas de la época. Incluyó, además, la celebración de un partido entre humoristas y políticos, en el que participaron Javier Arenas, Gaspar Zarrías y el entonces presidente del Parlamento de Andalucía José Rodríguez de la Borbolla.
En su legado como alcalde destaca el impulso de la Mancomunidad de Islantilla, cuyo convenio de colaboración fue firmado en 1988 junto al Ayuntamiento de Isla Cristina y diversos promotores.

### Parlamento de Andalucía
En las elecciones andaluzas de 1986 fue elegido Diputado en el Parlamento de Andalucía por la provincia de Huelva.
Comisiones
- Presidente de la Comisión de Economía, Industria y Energía
- Vocal de la Comisión de Comercio, Turismo y Transportes
- Vocal de la Comisión de Agricultura, Ganadería y Pesca

### Junta de Andalucía
En noviembre de 1994, en la IV legislatura del Parlamento Andaluz fue nombrado Delegado Provincial de la Consejería de Industria, Comercio y Turismo en Huelva. En mayo de 1996, con el inicio de la V legislatura, fue cesado de dicho cargo para ser nombrado director general de Construcciones y Equipamiento Escolar de la Consejería de Educación y Ciencia, cargo que ostentó hasta el fin de su mandato en mayo de 2000.